# 塔拉·戴维斯-伍德霍尔
塔拉·戴维斯-伍德霍尔（英語：Tara Davis-Woodhall，1999年5月20日—），旧姓戴维斯（Davis），美国女子田径运动员，2018年世界U20田径锦标赛女子跳远铜牌得主、2023年世界田径锦标赛女子跳远银牌得主。丈夫亨特·伍德霍尔是一名残疾人田径运动员。